# Lynn Lewis
Pour les articles homonymes, voir Lewis.
Lynn Lewis (née le 14 novembre 1963) est une joueuse de tennis américaine, professionnelle dans les années 1980.

## Palmarès

### Titre en simple dames
Aucun

### Finale en simple dames
Aucune

### Titre en double dames
| No | Date       | Nom et lieu du tournoi | Catégorie | Dotation | Surface    | Partenaire  | Finalistes                      | Score    |  |
| -- | ---------- | ---------------------- | --------- | -------- | ---------- | ----------- | ------------------------------- | -------- |  |
| 1  | 07-07-1985 | OTB Open Schenectady   |           | 10 000 $ | Dur (ext.) | Linda Gates | Cecilia Fernandez Helena Manset | 7-6, 6-4 |  |

### Finale en double dames
Aucune